# Marie-Louise von Plessen

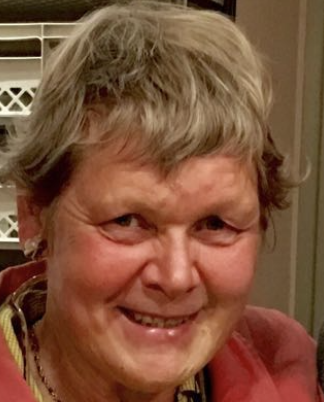
Marie-Louise von Plessen, 2016

Marie-Louise von Plessen (Geburtsname: Marie-Louise Jutta Marion Gräfin von Plessen; * 9. September 1950 in Neustadt in Holstein) ist eine deutsche Kulturhistorikerin, Schriftstellerin und Museologin. Sie ist darüber hinaus Autorin und Herausgeberin zahlreicher Fachbücher sowie Regisseurin von Dokumentar- und Kurzfilmen.

## Abstammung
Marie-Louise Gräfin von Plessen entstammt der dänisch-holsteinischen Linie Scheel von Plessen des Adelsgeschlechts derer von Plessen. Ihre Eltern waren der Major der Reserve und Gutsbesitzer zu Sierhagen und Mühlenkamp Carl Ludwig Cay Lehensgraf von Scheel-Plessen und seine Ehefrau Anita, geb. von Scheven. Die Schriftstellerin Elisabeth Plessen ist ihre ältere Schwester; der holsteinische Politiker Carl von Scheel-Plessen war ihr Ururgroßvater.

## Leben
Marie-Louise von Plessen hat in München Geschichte und Soziologie studiert und wurde 1974 promoviert (Dr. phil.). Neben weiteren internationalen Künstlern und Museumsdirektoren war sie seit Mitte der 1970er Jahre Daniel Spoerri verbunden, zeitweilig auch verheiratet. Privat lebte sie bis 2006 mit dem schwedischen Kunsthistoriker Pontus Hultén zusammen.
Heute ist sie Mitglied des wissenschaftlichen Beirats des Musée de l’Europe in Brüssel und der Fondation Jean Monnet pour l’Europe in Lausanne. Gräfin von Plessen ist außerdem als Senatorin des Europäischen Kulturparlaments und Beraterin des Kulturweges des Europarates in Luxemburg („Institut Européen des itinéraires culturels“) tätig.
Sie organisiert und veranstaltet als Kuratorin, Kulturhistorikerin und Museologin insbesondere internationale historische Ausstellungen.

## Ausstellungen (Auswahl)
Die nachstehenden kultur- und kunsthistorischen Ausstellungen wurden von Marie-Louise Gräfin von Plessen konzipiert und geleitet (Auswahl):
- Le musée sentimental de Prusse (Berlin Museum 1981)
- Berlin durch die Blume oder Kraut und Rüben (Schloss Charlottenburg 1985)
- Berlin, Berlin (Martin-Gropius-Bau Berlin 1987)
- Bismarck – Preussen, Deutschland und Europa (Martin Gropius-Bau Berlin 1990)
- Zaubertöne – Mozart in Wien (Künstlerhaus Wien 1991/92)
- Die Elbe – ein Lebenslauf (Deutsches Hygiene-Museum, Nationalmuseum Prag, Deichtorhallen Hamburg 1993/94)
- Sehsucht – Das Panorama als Massenphänomen des 19. Jahrhunderts (Kunst- und Ausstellungshalle Bonn 1993)
- Das Staatliche Russische Museum St. Petersburg (Kunst- und Ausstellungshalle Bonn 1995)
- Marianne und Germania (Martin Gropius-Bau Berlin, Petit Palais Paris 1997)
- Zeitreisen zu Fuß in Weimar – ein kulturhistorisches Leitsystem (multimediale Installation im Stadtraum Weimar 1999/2000)
- Mare Balicum – Die Ostsee: Mythos – Geschichte – Kunst in 1000 Jahren (Nationalmuseum Kopenhagen 2002/03)
- Idee Europa: Entwürfe zum Ewigen Frieden (Deutsches Historisches Museum Berlin 2003)
- Kulturgeschichte des Herzens (Schloss Neuhardenberg 2004)
- Prinz Eugen von Savoyen – Feldherr, Philosoph und Kunstfreund (Schloss Belvedere Wien 2010)
- Art and Design for All – The Victoria and Albert Museum (Kuration mit Julius Bryant; Kunst- und Ausstellungshalle Bonn, Ungarisches Museum für Kunstgewerbe Budapest 2012)
- Der Rhein. Eine europäische Flussbiographie (Kunst- und Ausstellungshalle Bonn 2016/17)

## Schriften (Auswahl)
- Die Wirksamkeit des Vereins für Socialpolitik von 1872–1890: Studien zum Katheder- und Staatssozialismus. Verlag Duncker & Humblot, 1975.
- Heilrituale an bretonischen Quellen (mit Daniel Spoerri). Privatdruck Gredinger, 1978.
- Le musée sentimental de Prusse (mit Daniel Spoerri). Verlag Frölich & Kaufmann, 1981.
- Zwei Jahrtausende Kindheit (mit Peter von Zahn). Egmont vgs Verlagsgesellschaft, 1995.
- Marianne und Germania. Frankreich und Deutschland. Zwei Welten – Eine Revue. Ausstellung der Berliner Festspiele. Verlag Argon, 1996.
- Zeitreisen zu Fuss in Weimar. Ein Wegenetz zwischen Goethehaus und Buchenwald. Verlag Hatje, 1999.
- Flora Exotica: A Botanical Masterpiece from 1720 (mit Adrian von Buttlar, Helga de Cuveland und Johann G. Simula). Verlag Hatje Cantz, 1999.
- Staatliches Russisches Museum Sankt Petersburg. Kunst- und Kulturgeschichte Rußlands in Werk und Bild. Hatje Cantz Verlag, 2001.
- Von ganzem Herzen. Diesseits und jenseits eines Symbols (mit Cornelia Kruse). Verlag Nicolai, Berlin 2004.
- Maueranker und Stier – Plesse | Plessen – Tausend Jahre eines norddeutschen Adelsgeschlechts (mit 43 weiteren Autoren des I. Bandes), Band I und II. Helms, Schwerin 2015.
- Der Rhein. Eine europäische Flussbiographie. Herausgegeben mit der Kunst- und Ausstellungshalle der Bundesrepublik Deutschland, Verlag Prestel, München/London/New York 2016.

Des Weiteren verfasste sie zahlreiche mehrsprachige Veröffentlichungen zu Themen der Gegenwartskunst, der Museologie sowie transnationaler Geschichtsschreibung.